# Фасолада
Фасолада (грец. φασολάδα або φασουλάδα, англ. fasolada) — грецький квасолевий суп, одна зі споконвіку національних традиційних страв грецької кухні. Це щотижнева сімейна страва, особливо взимку, яку високо цінують у різних куточках Греції.

## Складники
Квасоля разом із сочевицею, кінськими бобами та нутом належать до грецьких бобових культур, які складають основу середземноморської дієти.
Фасолада — вегетаріянська страва. Основними інгредієнтами є білі боби й оливкова олія. Залежно від регіону до страви також можуть додавати моркву, селеру, помідори, цибулю. Подають з чорними оливками та петрушкою.
Це простий грецький суп з білої квасолі, цибулі, селери, моркви та шпинату, зварених у густий суп. Італійська версія — ріболіта, відомий тосканський суп з білої квасолі, — відрізняється додаванням капусти Кейл.
Ченці Афону готують суп з квасолі, моркви, цибулі, пучку селери, томатної пасти та рослинної олії з додаванням солі, перцю та, за бажанням, перцю чилі.

## Поширення за межами Греції
Фасолада — одна з найбільш відомих страв грецької кухні.
Це одна з національних грецьких страв, які готують греки Приазов'я в Україні:306, зокрема, в селі Іванове (до 2016 року — Свердлово) Лиманського району Одеської області:303.
Це також національна страва на Кіпрі, популярна як у грецькій, так і в турецькій громадах кіпріотів.
Греки штату Род-Айленду, які пересилилися до США наприкінці XIX — на початку XX століть, готували м'ясні страви частіше, ніж в Греції, оскільки м'ясо було більш доступним, ніж у Греції:16—17. У дні посту або стриманості при підготовці до Святого Причастя або Великого посту вони готували фасоладу та факес (грец. φακές, англ. faki) — суп із сочевиці — й утримувалися від м'ясних і молочних продуктів:17.